# バンクス島

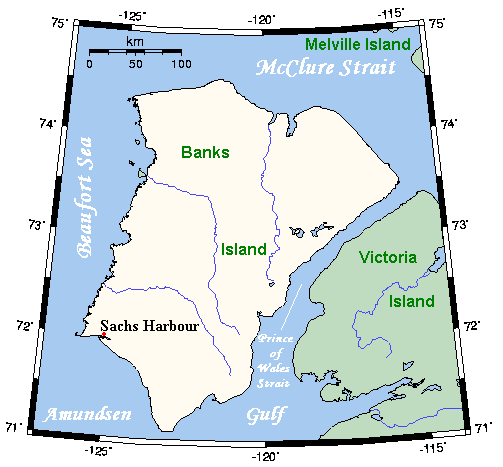
詳細地図

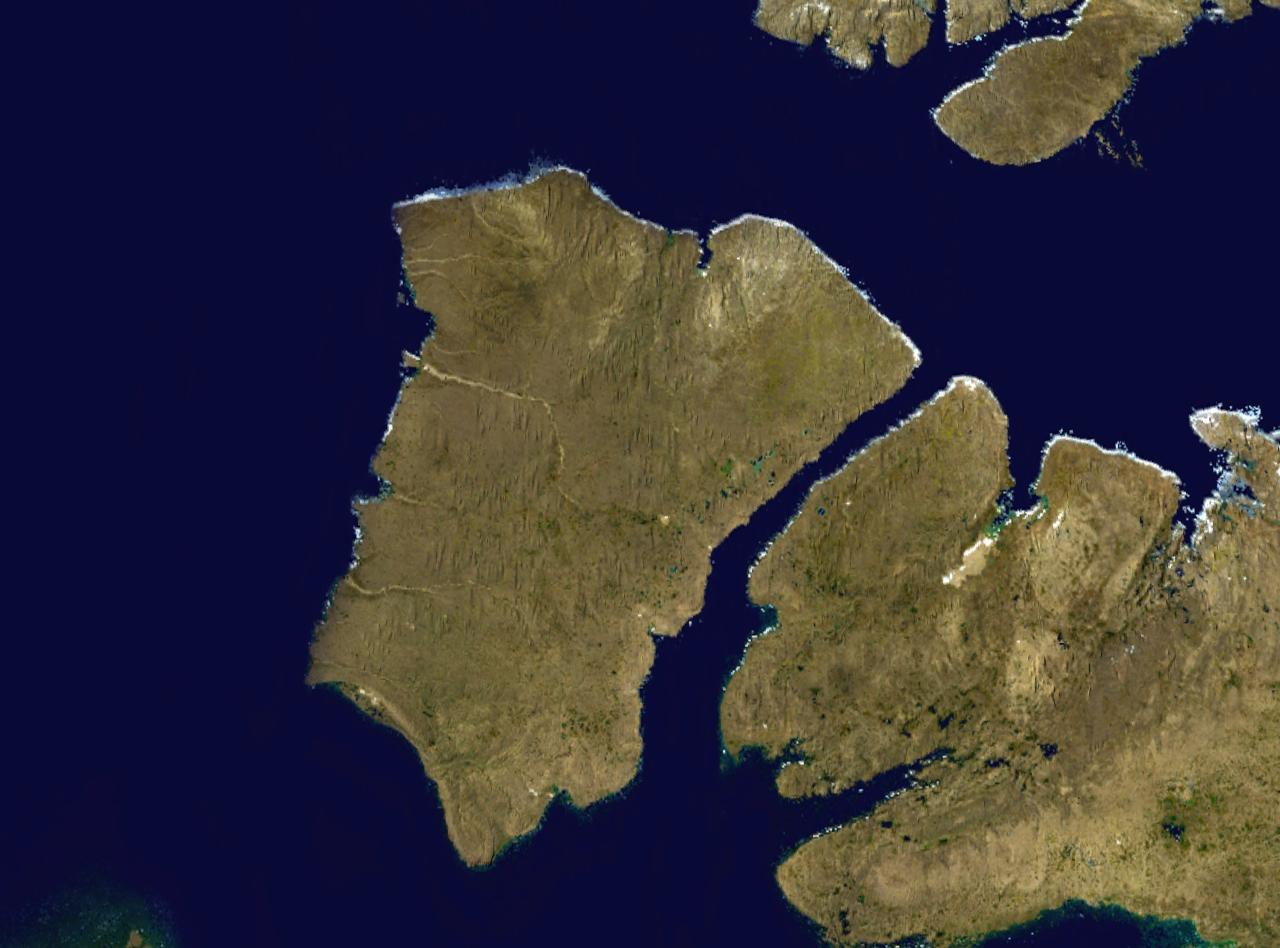
バンクス島の衛星写真

バンクス島（バンクスとう、英語：Banks Island）はカナダ北部の北極諸島にある島。面積70,028km2で世界第24位、カナダでは第5位。ノースウエスト準州のイヌヴィック地域（Inuvik Region）に属する。2011年の調査では人口は112人で、全員がサックスハーバーの居住者である。
カナダ本土とはアムンゼン湾で隔てられている。西はボーフォート海、北はマクルアー海峡で、東はプリンスオブウェールズ海峡を挟んでヴィクトリア島。町は南西にサックスハーバーがある。
島にはオーラビク国立公園がある。
バンクス島の名前は、1820年にイギリスの極地探検家ウィリアム・エドワード・パリーがイギリスの植物学者ジョゼフ・バンクスを顕彰して命名した。
座標: 北緯73度0分0秒 西経121度30分0秒 / 北緯73.00000度 西経121.50000度